# Franska öppna 2012
Franska öppna 2012 (även känd som Roland Garros, efter den berömda franska flygpionjären) var en tennisturnering som spelades utomhus på grus. Det var den 111:e upplagan av tävlingen. Den spelades på Stade Roland Garros i Paris, Frankrike, mellan den 27 maj och den 11 juni 2012.

## Seniorer

### Herrsingel
Rafael Nadal besegrade  Novak Djokovic med 6–4, 6–3, 2–6, 7–5

### Damsingel
Marija Sjarapova besegrade  Sara Errani med 6–3, 6–2

### Herrdubbel
Max Mirnyi /  Daniel Nestor besegrade  Bob Bryan /  Mike Bryan med 6–4, 6–4

### Damdubbel
Sara Errani /  Roberta Vinci besegrade  Maria Kirilenko /  Nadia Petrova med 4–6, 6–4, 6–2

### Mixed dubbel
Sania Mirza /  Mahesh Bhupathi besegrade  Klaudia Jans-Ignacik /  Santiago González med 7–6(7–3), 6–1

## Juniorer

### Pojksingel
Kimmer Coppejans besegrade  Filip Peliwo med 6–1, 6–4

### Flicksingel
Annika Beck besegrade  Anna Karolína Schmiedlová med 3–6, 7–5, 6–3

### Pojkdubbel
Andrew Harris /  Nick Kyrgios besegrade  Adam Pavlásek /  Václav Šafránek med 6–4, 2–6, [10–7]

#### Flickdubbel
Daria Gavrilova /  Irina Khromacheva besegrade  Montserrat González /  Beatriz Haddad Maia med 4–6, 6–4, [10–8]